# Konrad Schwaiger
Konrad Schwaiger (* 25. April 1935 in Bruchsal; † 11. Januar 2021 in Weingarten (Baden)) war ein deutscher Politiker (CDU).

## Leben
Schwaiger wuchs in Baden und im Elsass auf. Sein Abitur legte er 1954 am neusprachlichen Justus-Knecht-Gymnasium in Bruchsal ab. Daraufhin studierte er Rechtswissenschaft, Volkswirtschaft sowie Sprachen an den Universitäten Heidelberg, Freiburg im Breisgau, Montpellier, Mailand und Cambridge. Er legte beide juristischen Staatsexamen ab und wurde zum Dr. jur. promoviert. Von 1963 bis 1994 war er mit mehreren Unterbrechungen beim Europäischen Wirtschafts- und Sozialausschuss tätig, zuletzt als Direktor.
Schwaiger trat der CDU 1977 bei. Im Landesverband Baden-Württemberg übernahm er einige europapolitische Aufgaben, so saß er dem Arbeitskreis Europa vor und gehörte dem Vorstand des Bezirksverbands Nordbaden an. Er war stellvertretender Landrat und erster Landesbeamter bei der Innenverwaltung des Landes Baden-Württemberg. Von 1990 bis 1992 war er Staatssekretär im Wirtschaftsministerium des Landes Sachsen-Anhalt unter Minister Horst Rehberger. Von 1994 bis 2004 gehörte er dem Europäischen Parlament an, in dem er Sprecher der Fraktion der Europäischen Volkspartei im Ausschuss für Industrie, Außenhandel, Forschung und Energie war.
Schwaiger war verheiratet und hatte drei Kinder.